# مطياف شمسي

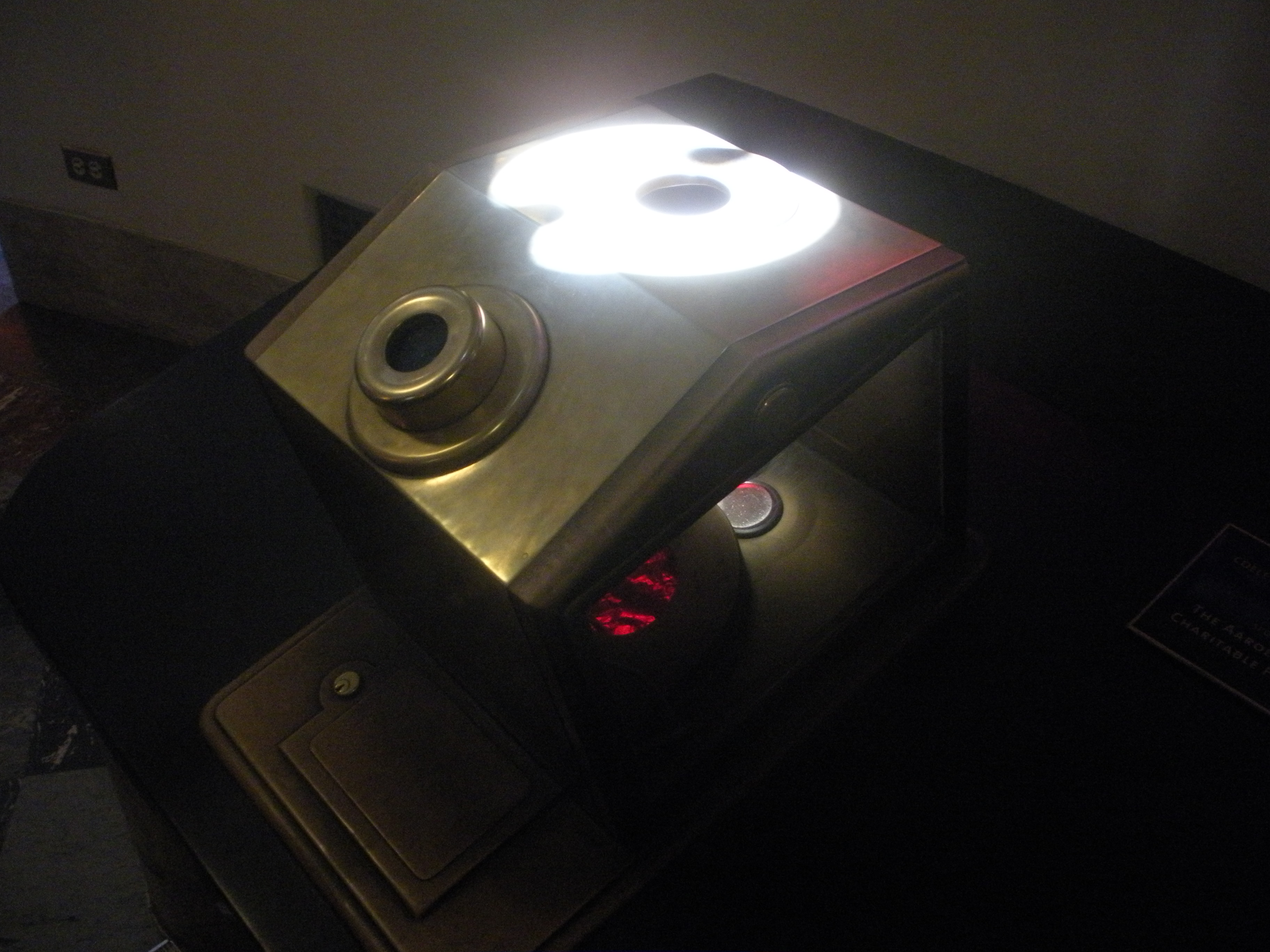

المطياف الشمسي (بالإنجليزية: Spectrohelioscope)‏ هو نوع من التلسكوب الشمسي، صممه جورج اليري هيل في عام 1924 م للسماح برؤية الشمس في الطول الموجي المختار من الضوء. الاسم يأتي من ثلاث كلمات لاتينية وهي: Spectro إشارة إلى الطيف الضوئي وhelio إشارة إلى الشمس وscope إشارة إلى النطاق كما هو الحال في التلسكوب.